# Red River County
Red River County je okres ve státě Texas v USA. K roku 2010 zde žilo 12 860 obyvatel. Správním městem okresu je Clarksville. Celková rozloha okresu činí 2 740 km².